# سرزمین آرزوها
سرزمین آرزوها فیلمی به کارگردانی و نویسندگی مجید قاری‌زاده محصول سال ۱۳۶۶ است.

## داستان
سعید قاسمی برخلاف میل همسرش، مینا، اسباب و اثاثیهٔ خانه را حراج کرده تا به سرزمین آرزوهایش آمریکا برود…

## بازیگران
- جهانگیر الماسی
- رضا رویگری
- سرور نجات‌الهی
- آنیک شفرازیان
- رامتین دانش
- کیومرث ملک مطیعی
- ملیحه نظری
- مینا صارمی
- جمشید جهان‌زاده
- حبیب‌اله الهیاری
- اکبر معتمدی
- بهمن پسندی
- امیر معتمدی
- افشین نخعی
- علی اصغر نجات
- شراره رخام
- اکبر احمدی